# Питиузки стенен гущер
Питиузкият стенен гущер (Podarcis pityusensis) е вид влечуго от семейство Гущерови (Lacertidae). Видът е почти застрашен от изчезване.

## Разпространение
Разпространен е в Испания.